# Mairie de Kauhajoki
La  Mairie de Kauhajoki (finnois : Kauhajoen kaupungintalo) est un bâtiment situé  au centre de Kauhajoki en Finlande.

## Présentation
Les façades sont en granite et briques rouges et debois peint en blanc.
La superficie brute du bâtiment est de 6 200 m2 et utile de 4 100 m2. 
Le volume est de 21 200 m3.